# (36193) 1999 TD89
1999 TD89 (asteroide 36193) é um asteroide da cintura principal. Possui uma excentricidade de 0.09717880 e uma inclinação de 3.49592º.
Este asteroide foi descoberto no dia 2 de outubro de 1999 por LINEAR em Socorro.